# Титаносилікати
Титаносилікати (рос. титаносиликаты, англ. titanosilicates, нім. Titano-Silikate n pl) – мінерали класу силікатів, що містять титан, який відіграє однакову роль з кремнієм, утворюючи комплексний титанокремнекисневий радикал.
Приклад - мінерал бенітоїт, формула: Ba[TiSi3O9]).